# Pigaïdákia
Pigaïdákia, en grec moderne : Πηγαϊδάκια, est un village du dème de Phaistos, en Crète, en Grèce. Selon le recensement de 2011, la population de Pigaïdákia compte 270 habitants. Il est situé à une altitude de 420 m et à 66 km de Héraklion.